# Apuanische Alpen
Die Apuanischen Alpen (italienisch Alpi Apuane) liegen im Nordwesten der Toskana, zwischen Lucca und La Spezia. Die Bergkette wird im Nordwesten vom Fluss Magra (Lunigiana), im Osten vom Fluss Serchio (Garfagnana) und im Südwesten von der Versilia begrenzt. Sie schließt an den nordwestlich gelegenen Ligurischen Apennin an und hebt sich durch ihre schroffe Form und die Marmorsteinbrüche deutlich von den anderen Gebieten des toskanischen Apennin ab. Trotz der Bezeichnung Alpen hat dieses Teilgebirge nichts mit den Alpen im eigentlichen Sinne zu tun. Der höchste Gipfel in den Apuanischen Alpen ist Monte Pisanino (1946 m s.l.m.). In der Bezeichnung dieses Gebirges lebt der Name des antiken ligurischen Stammes der Apuaner fort.

## Gipfel
- Monte Pisanino (1946 m)
- Monte Tambura (1890 m)
- Monte Cavallo (1888 m)
- Pania della Croce (1858 m)
- Monte Grondìlice (1808 m)
- Monte Contrario (1788 m)
- Pizzo d’Uccello (1781 m)
- Monte Sumbra (1765 m)
- Monte Sagro (1749 m)

## Geologie
Die Apuanischen Alpen sind geologisch in den Apennin eingebunden. Die Apuanischen Alpen bildeten sich im Paläozoikum, vor etwa 240 Mio. Jahren, auf dem älteren Untergrund von Tonschiefern, Sandsteinen und Breccien aus. Im oberen Trias, vor 200 Mio. Jahren, kam es zur Herausbildung eines flachen warmen Meeres, in dem Fossilien aus Kalk auf den Meeresgrund sedimentierten. Da das Meer gut durchlüftet war, konnte sich reiner Kalk ausbilden, aus dem der spätere Carrara-Marmor entstand. Die Ablagerungen wurden zunächst zu Kalkstein verfestigt.
Durch die Kontinentalverschiebung fanden Überlagerungen und Verschiebungen unterschiedlicher Gesteine statt, dabei entstanden Tonschiefer, Phylitte, Porphyrschiefer usw. Die Sedimentschichten wurden in großer Erdtiefe unter sehr hohen Drücken zusammengepresst und bei sehr hohen Temperaturen chemisch verändert, verformt und der Kalkstein in Marmor umgewandelt.
Vor 60 Millionen Jahren kam die alpine Alpenbildung in Gang, da sich zwei Platten der erkalteten Erdkruste, Afrika und Europa, aufeinander zubewegten, und vor 30 Millionen  Jahren entstanden die Apuanischen Alpen.

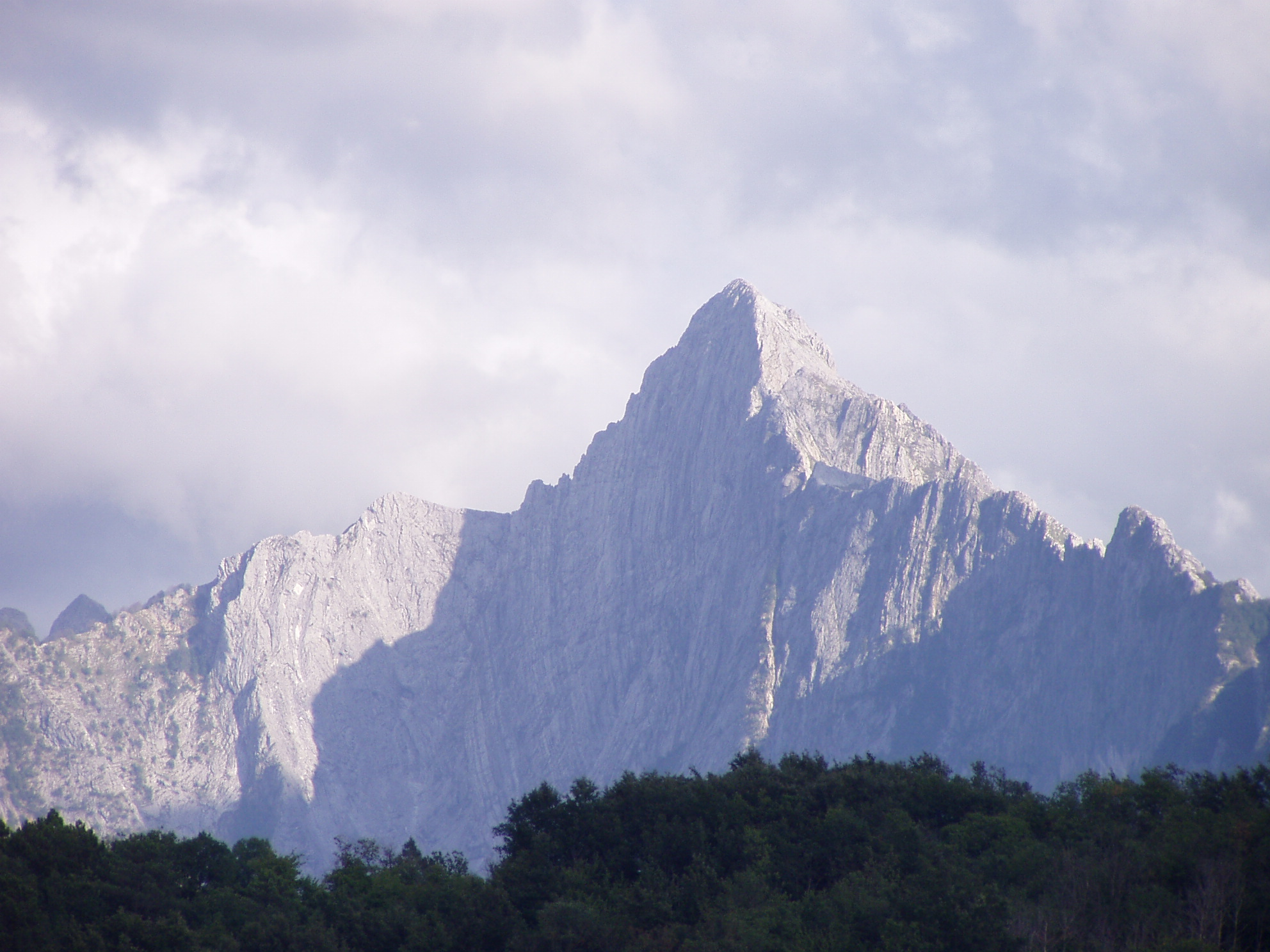
Pizzo d’Uccello
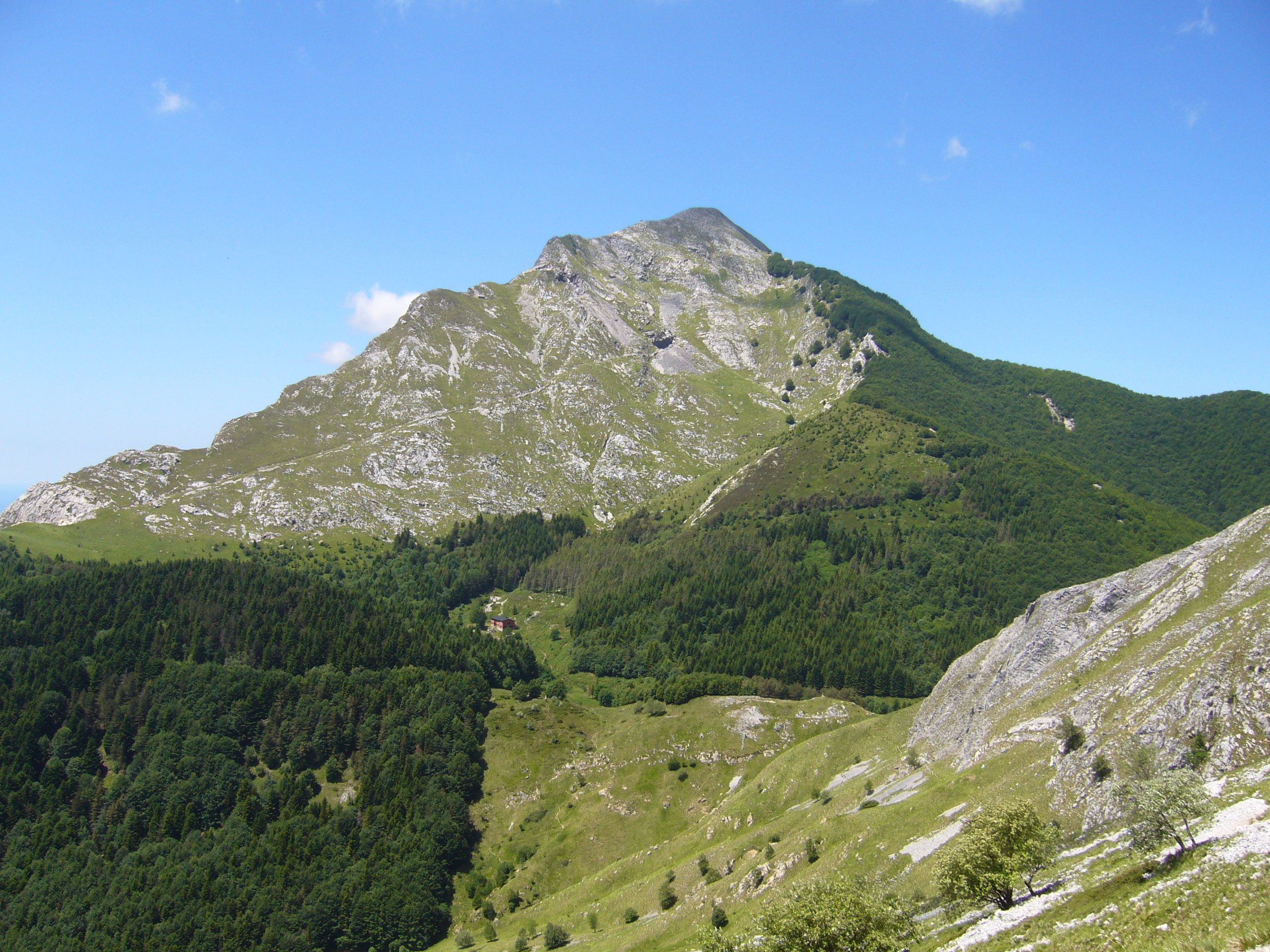
Monte Corchia
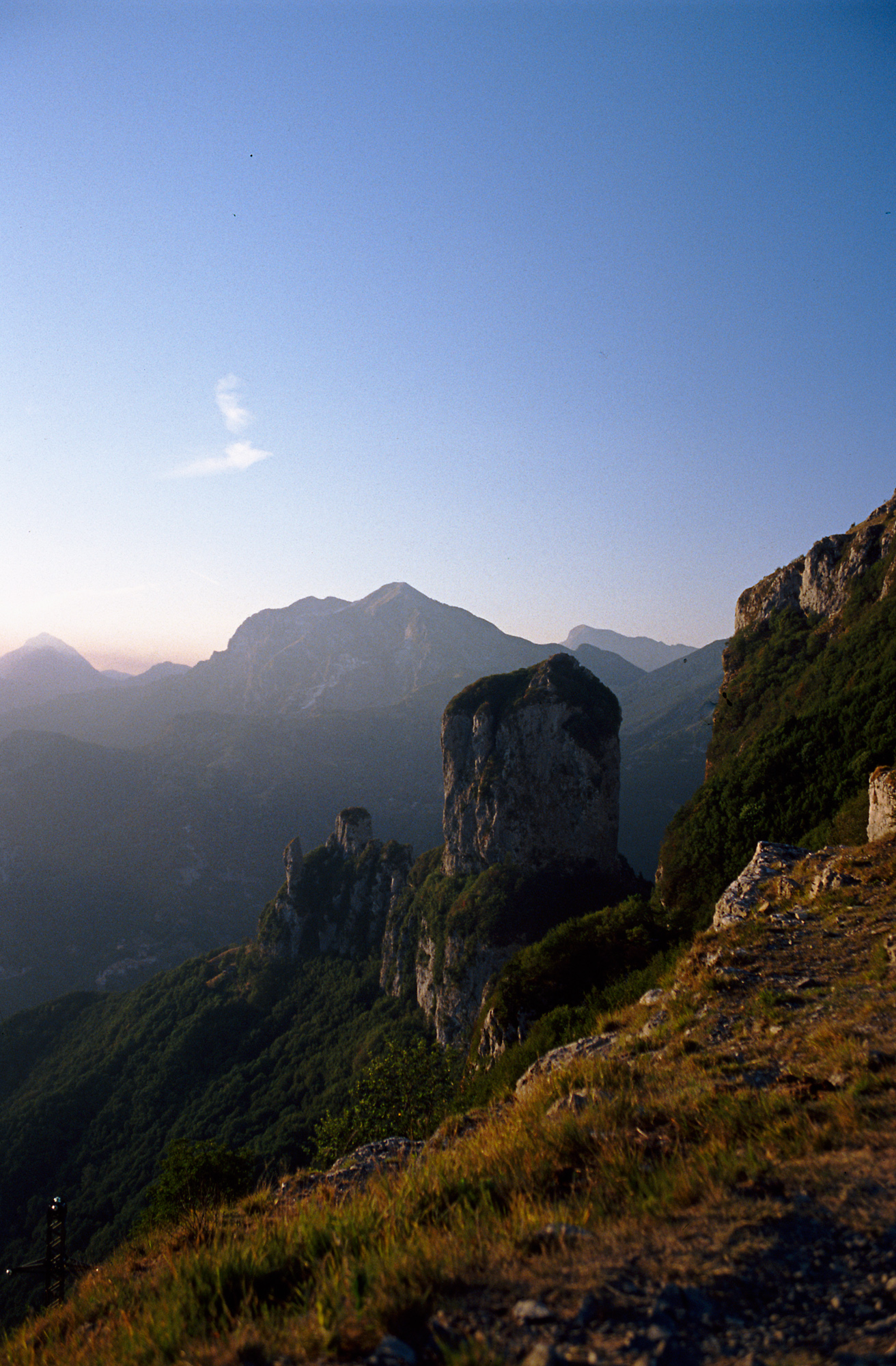
Blick auf den Monte Procinto (1039 m)
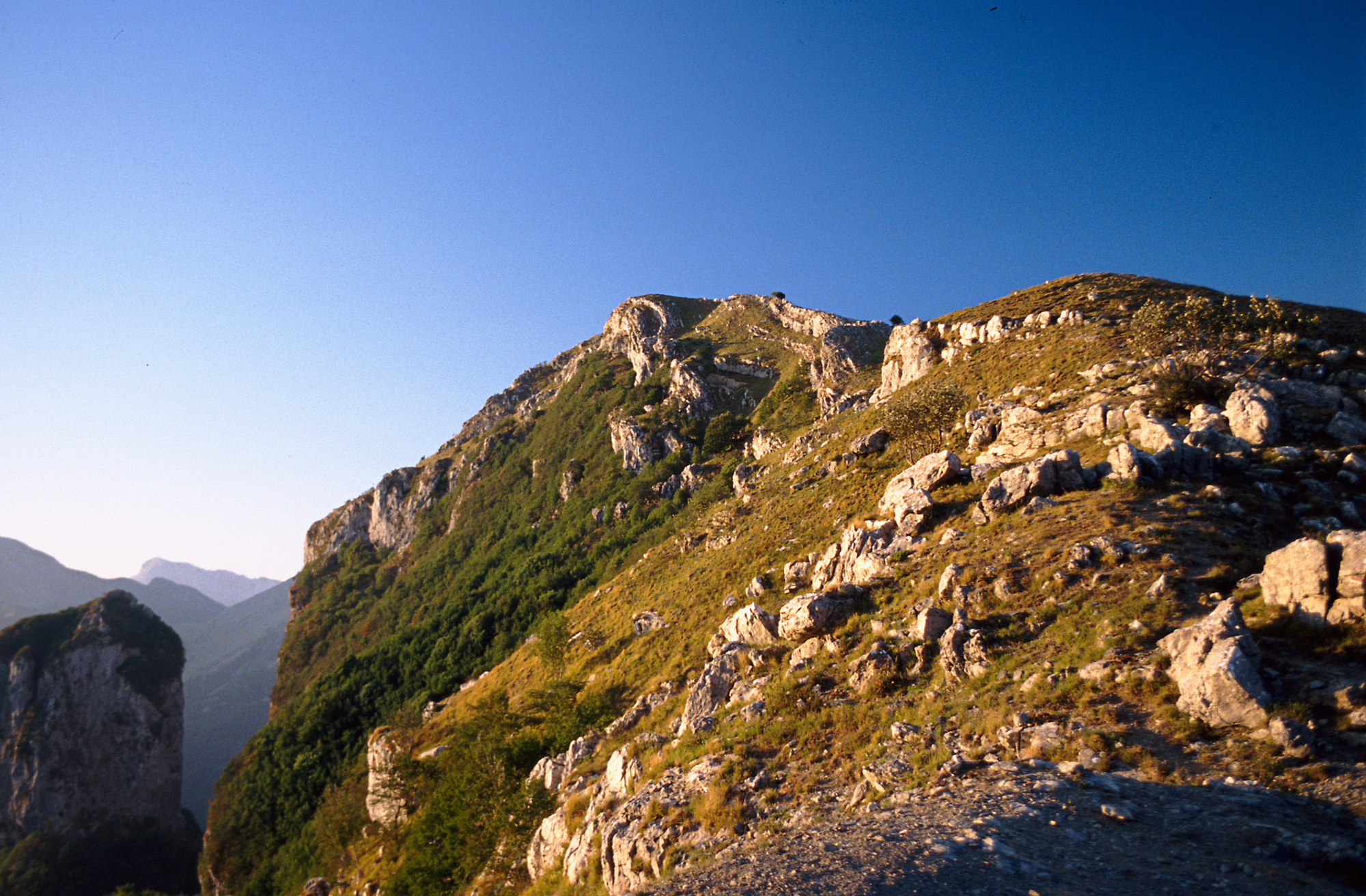
Blick auf den Monte Nona (1279 m)
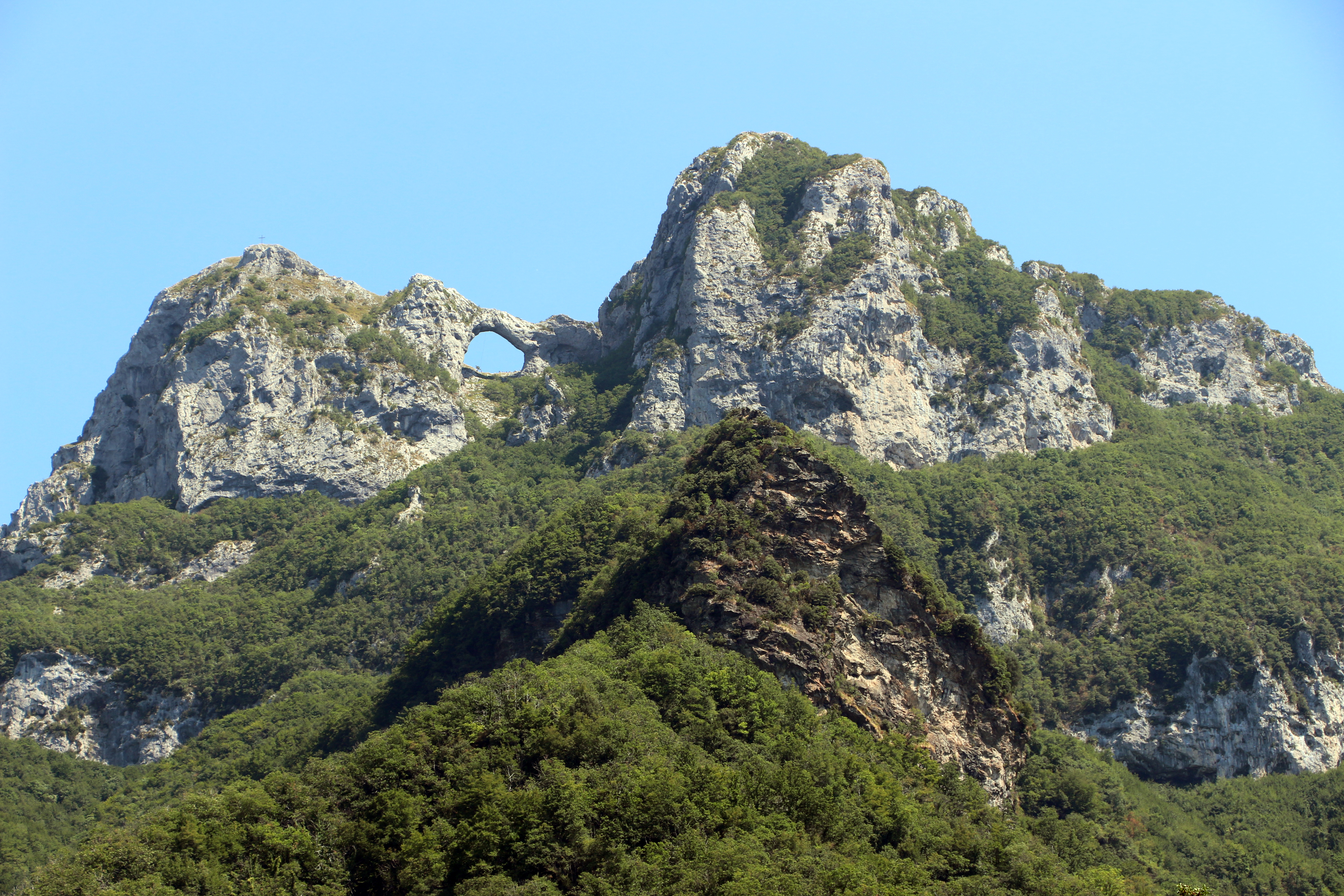
Monte Forato
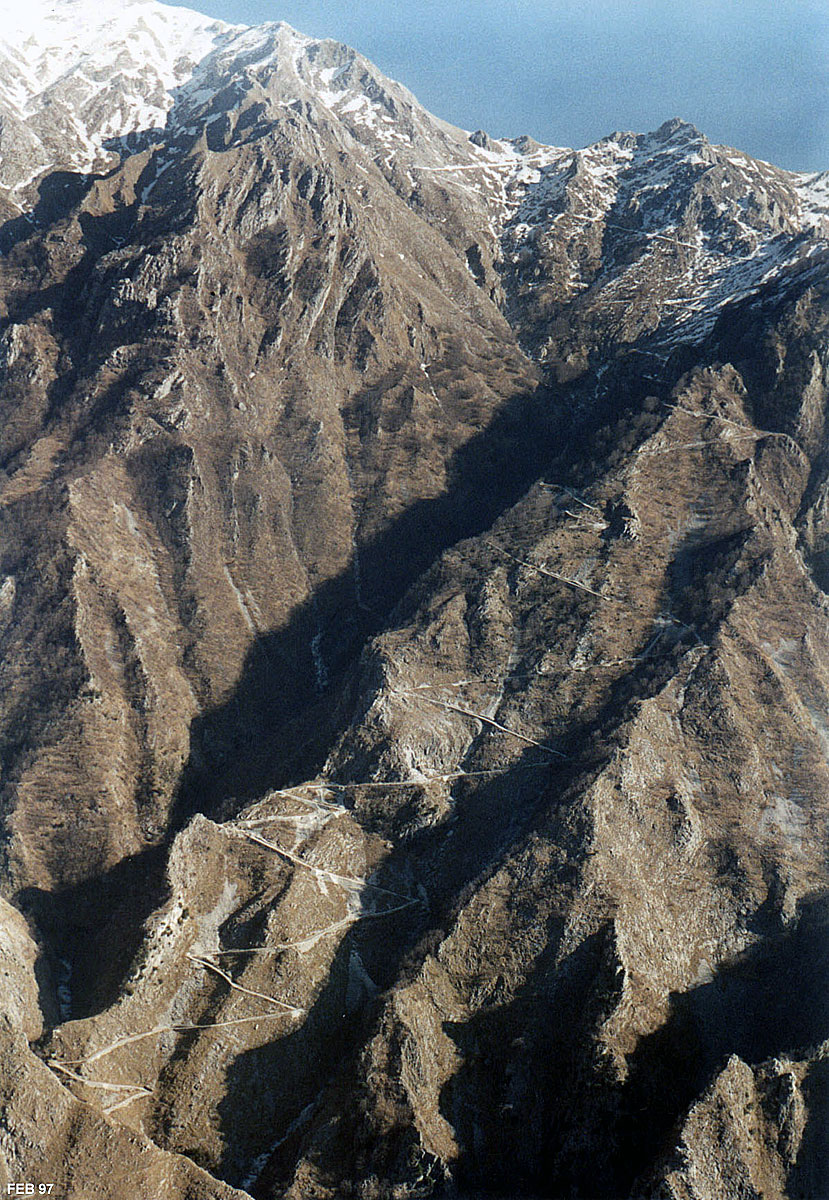
Via Vandelli am Monte Tambura

## Marmorvorkommen
In den westlichen Apuanischen Alpen, bei Carrara, befindet sich eines der größten Marmorvorkommen der Welt, wo der Carrara-Marmor abgebaut wird. Der Abbau dieses Marmors findet zumeist in den Bergen in einer Höhe von 1000 bis 1300 Meter statt. Der höchstgelegene Steinbruch ist der Cervaiole auf etwa 1300 Metern Höhe bei Seravezza. Die Steinbrüche wurden schon in der Römerzeit in den Bergen betrieben. Auf dem Berg Altissimo und bei Fantiscritti befinden sich Steinbrüche, die in der Renaissance von Michelangelo genutzt wurden. Der Abbau wird durch die Protestbewegung No Cav kritisiert.